# Teorija socialne identitete
Teorija socialne identitete je ena izmed teorij, ki sodi v okvir sodobnejših teorij socialne kognicije. V njenem središču teorije so družbene skupine, družbene spremembe in družbeni ter znotrajskupinski odnosi.

## Tajflovi eksperimenti in teoretične predpostavke
Avtor teorije je Henri Tajfel (kasneje mu je teorijo pomagal razvijati tudi John Turner). Z eksperimenti je pokazal, da člani skupine skupino jemljejo kot pomembno in na podlagi pripadnosti različno obravnavajo člane lastnih in drugih skupin, tudi če so bili v skupine razvrščeni naključno, z drugimi besedami, tudi če pripadnost k skupini ni bila povezana z nobenim dejavnikom.
Teorija socialne identitete predpostavlja univerzalno človeško kognitivno potrebo po pozitivni diferenciaciji, torej potrebo po videti sebe (svojo skupino) kot boljšo od drugih (druge skupine). To naj bi bila podlaga antisocialnega vedenja. Poudarja tudi, da se lahko posameznikovi psihološki procesi v skupini spremenijo, saj posameznik v skupini prevzame socialno identiteto, osebna pa je takrat manj pomembna. Socialna identiteta pomeni, da posameznik prevzame nase značilnosti socialne skupine, s katero se identificira oziroma kateri pripada. Gre za procese samoetikiranja (ang. self-labelling), ki vplivajo na to, kako oseba zaznava sebe in kako jo zaznavajo drugi.
Tajfel in Turener (1979) sta opredelila tri psihološke spremembe, ki se zgodijo, ko prevlada socialna identiteta:
1. posameznikovo samospoštovanje je odvisno od skupine, ki ji pripada
2. oseba postane depersonalizirana in se samostereotipizira
3. člani drugih skupin manj vplivajo na osebo, saj je oseba manj pozorna na stališča druge skupine

## Primerjava s sorodnimi teorijami
Rezultati Tajflovih eksperimentov nasprotujejo teoriji relaističnega konflikta avtorja Muzaferja Sherifa, ki konflikte med skupinami razlaga kot posledico tekmovanja skupin za omejene resurse.
Kot odziv na kritike teorije socialne identitete je John Turner razvil teorijo samokategorizacije. Teorija samokategorizacije socialno in osebno identiteto ne jemlje kot dve različni obliki identitete, ampak zgolj različni obliki samokategorizacije. Osredotoča se na vzroke za samokategorizacijo in njene posledice.